# District de Rajkot
Le district de Rajkot  (gujarati : રાજકોટ જિલ્લો) est un district de l'état du Gujarat en Inde.

## Géographie
Le district a une population de 3 804 558 habitants pour une superficie de 11 198 km2.